# DSFA Records
DSFA Records este o casa de înregistrări olandeză al cărui nume vine de la propoziția în limba engleză "Don't Stand For Anything". Produse cunoscute ale acesteia sunt: Within Temptation sau Trail of Tears.

## Legături externe
- DSFA Records la Discogs